# Loba
Loba ist ein weiblicher Vorname und Familienname.

## Herkunft und Bedeutung
Loba ist ein aus der südfranzösischen Region des Languedoc stammender, weiblicher Vorname. Im Portugiesischen sowie im Spanischen bedeutet Loba Wölfin. Im Katalanischen wird Wölfin Lloba geschrieben.

### Namensträgerinnen
- Loba de Pennautier, okzitanische Adlige
- Loba, Spielbarer Charakter in dem Videospiel Apex Legends

### Familienname
- Aké Loba (Schriftsteller) (1927–2012), ivorischer Schriftsteller
- Aké Loba (Fußballspieler) (* 1998), ivorischer Fußballspieler